# Deja Harris
Deja Sabine Harris (Las Vegas, 18 marzo 1996) è una pallavolista statunitense, di ruolo centrale.

## Biografia
Nata a Las Vegas, in Nevada, è figlia dell'ex cestista canadese Merlelynn Lange. Suo padre, invece, giocava a football all'università, per la UN, Las Vegas.

## Carriera

### Club
La carriera pallavolistica di Deja Harris inizia nei tornei scolastici del Nevada, con la Calvary Chapel CS, parallelamente, gioca anche per un triennio a livello giovanile con Vegas Encore. Dopo il diploma entra a far parte della squadra universitaria della San Diego State, impegnata in NCAA Division I: gioca per le Aztecs dal 2015, anno nel quale è costretta a richiedere una redshirt per infortunio dopo appena due incontri, al 2018.
Nella stagione 2019-20 firma il suo primo contratto professionistico in Svezia, ingaggiata dall'Hylte/Halmstad, in Elitserien, dove resta fino a gennaio 2020, quando passa per il resto dell'annata alla VolAlto Caserta, nella Serie A1 italiana; tuttavia il rapporto col la società campana si interrompe dopo poco più di un mese a causa della pandemia da Covid-19. 